# Grand Prix du Théâtre
Der Grand Prix du Théâtre (auch Prix du Théâtre) ist ein französischer Literatur- bzw. Theaterpreis, der seit 1980 jährlich von der Académie française für das Lebenswerk eines französischsprachigen Dramatikers vergeben wird.

## Preisträger
- 1980: Jean Anouilh
- 1981: Gabriel Arout
- 1983: Marguerite Duras
- 1984: Jean Vauthier
- 1985: René de Obaldia
- 1986: Raymond Devos
- 1987: Rémo Forlani
- 1987: Jean-Claude Brisville
- 1988: Loleh Bellon
- 1989: Edric Caldicott
- 1989: François Billetdoux
- 1990: Jean-Claude Brisville
- 1991: Jean-Claude Grumberg
- 1993: Fernando Arrabal
- 1995: Roland Dubillard
- 1997: Didier van Cauwelaert
- 1998: Romain Weingarten
- 2000: Yasmina Reza
- 2001: Éric-Emmanuel Schmitt
- 2002: Jean-Michel Ribes
- 2003: Victor Haïm
- 2005: Jean-Marie Besset
- 2006: Michel Vinaver
- 2007: Valère Novarina
- 2009: Wajdi Mouawad
- 2010: Philippe Minyana
- 2011: Denise Chalem
- 2012: Marie NDiaye
- 2013: Armand Gatti
- 2014: Éric Assous
- 2015: Joël Pommerat
- 2016: Pascal Rambert
- 2017: Philippe Caubère
- 2018: Hélène Cixous
- 2019: Édouard Baer
- 2020: Enzo Cormann

## Andere Grands Prix du Théâtre
- Das Syndicat de la critique Théâtre, Musique et Danse, eine französische Kritikervereinigung, vergibt seit den 1960er-Jahren einen Grand Prix du Théâtre, allerdings nicht für dramatische Werke an sich, sondern für Inszenierungen derselben. Ausgezeichnet wurden u. a. Inszenierungen von Jean-Louis Barrault, Georges Wilson, Ariane Mnouchkine, Roger Planchon, Terry Hands, Peter Brook, Giorgio Strehler, Daniel Mesguich, Benno Besson, Luc Bondy, Luca Ronconi, Adrian Noble, Patrice Chéreau, Matthias Langhoff und Martin Kušej.[1]
- Seit 2005 verleiht die Association Création Théâtre an zeitgenössische Dramatiker ebenfalls einen Grand Prix du Théâtre.[2]